# Роке, Педро (борец)
Педро Роке Фавьер (исп. Pedro Roque Favier; 13 марта 1968, Кайо-Мамби, провинция Ольгин, Куба — 24 мая 2015, Гавана, Куба) — кубинский борец греко-римского стиля, чемпион мирового первенства в Клермон-Ферране (1987).

## Биография
Начал свою спортивную карьеру в легкой атлетике, однако вскоре раскрылся его борцовский талант. Свой первый турнир он выиграл в возрасте 12-ти лет на соревнованиях в Гватемале. В 1981 году был зачислен в спортивный интернат провинции Ольгин, в 1983 году — в спортивную школу (ESPA), а в 16-летнем возрасте стал выступать за национальную сборную Кубы.
Одержал победу уже на своем первом международном турнире, проходившем в Лас-Тунасе (1984) в весовой категории до 48 кг. В 1985 году впервые стал чемпионом Кубы. С 1986 года начал успешно выступать во второй наилегчайшей категории (до 52 кг): он победил на молодежном чемпионате мира среди юниоров в немецком Шифферштадте, в том же году стал чемпионом Панамериканских игр в Колорадо-Спрингс. После того как он выиграл восемь турниров из девяти, в которых принимал участие. Завоевал серебряную медаль на  Кубке мира в американском Оук-Лоуне. За свои успешные выступления был признан признали самым перспективным спортсменом Кубы 1986 года. 
В 1987 году вновь стал чемпионом Панамериканских играх, состоявшихся в Индианаполисе. Через десять дней после этого, в 19-летнем возрасте, одержал свою саму значительную победу, выиграв первенство мира во французском Клермон-Ферране. За это достижение был признан кубинским спортивным союзом «Спортсменом года», став первым представителем евро-востока страны, получившим подобную награду. В том же году выиграл бронзу на Кубке мира в американском Олбани.
Этот успех был последним большим успехом Педро Роке на международных чемпионатах. В 1988 году на Олимпийских играх в Сеуле, не смог принять участие из-за Куба бойкотировала это по политическим причинам. В 1988 году он участвовал в семи международных турнирах, потери не одного сражения. Одержал победу в розыгрыше Кубка мира в греческих Афинах.
В 1988 году первенствовал на Панамериканском чемпионате. Эта победа стала последним крупным спортивным достижением борца на соревнованиях такого уровня. Он не принял участие в летних Олимпийских играх в Сеуле (1988), которые Куба бойкотировала по политическим причинам. В то же время не потерпел ни одного поражения в семи международных турнирах, в которых выступал в этом году.
После 1988 года больше не принимал участие в чемпионатах мира, хотя на тот момент ему было всего 20 лет. В феврале 1989 года по официальной информации был временно отстранен от выступлений за сборную из-за несоответствия весовым ограничениям. Несмотря на призывы экспертов и друзей, борец так и не вернулся в большой спорт.